# Typhloiulus kotelensis
Typhloiulus kotelensis är en mångfotingart som beskrevs av Jawlowski 1938. Typhloiulus kotelensis ingår i släktet Typhloiulus och familjen kejsardubbelfotingar. Inga underarter finns listade i Catalogue of Life.